# Can Relats
Can Relats és una obra del municipi de Granollers (Vallès Oriental) la façana del qual està protegida com a bé cultural d'interès local.

## Descripció
Edifici aïllat, de tipologia ciutat-jardí, amb una tanca d'obra de mamposteria amb pilars i part de reixat. Constava de planta baixa, pis i golfa. A la part posterior hi havia un petit celler. L'entrada està reforçada per un porxo aguantat per columnes de ferro colat. Les façanes eren planes, sense elements decoratius.
Els murs eren de mamposteria, forjats de fusta, amb coberta de teula àrab sobre rajols, llates bigues i quatre jàceres als angles, tot de fusta. Paraments externs arrebossats. Les motllures i cornises es forjaren in situ amb obra i ciment. El llenguatge compositiu era clàssic.

## Història
La data d'edificació ha estat determinada el 1877. El terreny fou comprat l'any 1872 amb idea de convertir-lo en hort puix la proximitat del rec i l'abundor d'aigua de pou i mina molt adient per aquest fi. La seva inclusió al catàleg municipal ha portat una polèmica molt forta quant a la importància artística de la casa. L'Ajuntament de Granollers interposà un recurs d'alçada davant el Conseller de Política Territorial i Obres Públiques de la Generalitat per la no inclusió per part de la Conselleria de la casa al catàleg.
L'any 1983 l'Ajuntament va proposar catalogar Can Relats com a element del patrimoni arquitectònic però els propietaris van recórrer la catalogació i uns deu anys més tard l'afer va acabar amb una sentència judicial desfavorable a la catalogació. L'Ajuntament va insistir i entre 1996 i 1997 es va encarregar la revisió del catàleg, considerant que l'edifici era important per conservar-se i es va negociar amb la propietat el sostre de l'edificació que es podria fer en el solar restant, on hi havia un exuberant jardí. Amb el temps l'edifici es va declarar en ruïna i es va protegir només la façana.
El 2017 es va aprovar enderrocar l'edifici mantenint la façana i començar la construcció de dos blocs d'habitatges a l'espai que havien ocupat els jardins a banda i banda de la casa. La façana conservada servirà per a construir-hi un nou edifici de serveis assistencials.